# Campomoro-Senetosa
Campomoro-Senetosa este o arie protejată (sit de importanță comunitară — SCI) din Franța întinsă pe o suprafață de 2.128 ha, integral pe uscat.

## Localizare
Centrul sitului Campomoro-Senetosa este situat la coordonatele 41°35′00″N 8°48′00″E / 41.58333°N 8.8°E.

## Înființare
Situl Campomoro-Senetosa a fost declarat arie specială de conservare în baza directivei 92/43 din 1992 referitoare la conservarea habitatelor naturale și a faunei și florei sălbatice pentru a proteja 6 specii de animale.

## Biodiversitate
Situată în ecoregiunea mediteraneană, aria protejată conține 16 habitate naturale: Faleze cu vegetație de Limonium spp. endemic de pe coastele mediteraneene, Vegetație anuală la limita mareei, Dune cu vegetație ierboasă Malcolmietalia, Matorral arborescenți cu Juniperus spp., Iazuri temporare mediteraneene, Pajiști umede mediteraneene cu ierburi înalte de Molinio-Holoschoenion, Păduri de Olea și Ceratonia, Tufărișuri termo-mediteraneene și de pre-deșert, Ape oligotrofe în general din solurile nisipoase vest-mediteraneene, cu un conținut foarte redus de minerale, cu Isoetes spp., Formațiuni scunde de Euphorbia în apropierea falezelor, Dune mobile cu vegetație embrionară, Galerii și tufărișuri riverane sudice (Nerio-Tamaricetea și Securinegion tinctoriae), Phrygana din Mediterana de Vest de pe vârfurile falezelor (Astragalo-Plantaginetum subulatae), Pășuni mediteraneene udate de apa mării (Juncetalia maritimi), Tufărișuri halofile mediteraneene și termo-atlantice (Sarcocornetea fruticosi), Păduri de Quercus ilex și Quercus rotundifolia.
La baza desemnării sitului se află mai multe specii protejate:
- amfibieni (1): Discoglossus sardus
- nevertebrate (2): croitorul mare al stejarului (Cerambyx cerdo), Papilio hospiton
- reptile (3): țestoasa de baltă (Emys orbicularis), Euleptes europaea, țestoasă bănățeană (Testudo hermanni)

Pe lângă speciile protejate, pe teritoriul sitului au mai fost identificate 20 de specii de plante, 1 specie de păsări, 2 specii de amfibieni, 2 specii de mamifere, 1 specie de reptile.